# Португалия на летних Олимпийских играх 1984
Португалия принимала участие в Летних Олимпийских играх 1984 года в Лос-Анджелесе (США) в шестнадцатый раз за свою историю, и завоевала одну золотую (первая золотая медаль за всю олимпийскую историю Португалии) и две бронзовые медали.

## Золото
- Лёгкая атлетика, марафон, мужчины — Карлуш Лопиш.

## Бронза
- Лёгкая атлетика, мужчины — Антониу Лейтан.
- Лёгкая атлетика, женщины, марафон — Роза Мота